# Rauia nodosa
Rauia nodosa är en vinruteväxtart som först beskrevs av Adolf Engler, och fick sitt nu gällande namn av J.A. Kallunki. Rauia nodosa ingår i släktet Rauia och familjen vinruteväxter. Inga underarter finns listade i Catalogue of Life.